# دانيال هرنانديز (مصمم أزياء)
دانيال هرنانديز (مواليد عام 1974م) كولمبي المولد، مصمم أزياء أمريكي ومرب، وهو مؤسس/ مالك شركة استوديوهات DH Studios Inc (المؤسسة سنة 2002) والكائن مقرها في شارع 316 نيوبيري، بوسطن، ماساتشوستس.

## الجوائز
حاز هرنانديز على جائزة الفريد فياندا عام 1996 في ظهوره الأول للجمهور وقد اختير حينها من بين أكثر المصممين ذوي خبرة في نيوإنجلند. عودة إلى هذه المجموعة «تصاميم الأزياء الراقية» التي قدمت في أسبوع الأزياء ببوسطن فقد وصفها وينتر ففلين بأنها: «تذكرنا بسيدتين عظيمتين في الأناقة جاكي اوناسيس واودري هيبورن». [1]
إذ فازت تصاميمه، سنة 1999، بجائزة التميز في الرؤية بعنوان «عين على الموضة» خلال أسبوع الموضة ببوسطن، وهي جائزة برعاية جمهورية بانانا، كلية لاسيل، ومجموعة مارفيك الإعلامية. [2]
كما حاز على عدة جوائز من ضمنها جائزة المقاول الصغير للسنة في ماستشوستس ونيوإنجلند عام 2003 والمقدمة من طرف United states Small business administration SBA وقد أدلت جيري فيلاكريس وهي المديرة التنفيذية لغرفة التجارة الأمريكية الإسبانية في بوسطن عقب ترشيحها هرنانديز لنيل الجائزة بالتصريح التالي: «دانيال شخص ذو خبرات متميزة حيث عرف كيفية دمج مهارات تنظيم المشاريع والابتكار». [3]
تحصل هرنانديز على أول جائزة دولية في مارس 2010 خلال افتتاحية مسابقة تصميم الأزياء الدولية وهي مسابقة تقام عبر الإنترنت مقدمة من طرف justperoud.com وصفت على أنها أول علامة تجارية يتم اختيارها من طرف الجمهور [4]وقد تم اختيار تصميم هرنانديز من بين تلك التي قدمها 65 مصمما ممثلتا لعشرات البلدان ثم نال فرصة ابتكار أول مجموعة أزياء لـ JUSTPEROUD والكائن مقرها الرئيسي بأمستردام بهولندا.

## العائلة
قضى هرنانديز طفولته بميدلين حيث تربى في البداية على يد جدته مصممة الأزياء اَمندا جيل أما جدّه ارسيسيمو فكان مصمم أحذية توفي حينما كان هرنانديز يبلغ من العمر 4 سنوات، انتقلت أمه إلى الولايات المتحدة وبالتحديد إلى بوسطن قصد تحسين ظروف المعيشة للعائلة والمتكونة أيضا من أربعة إخوة ليلتحق بها هرنانديز عام 1986 وكان يبلغ اَن ذاك 12 سنة.

## التعليم
برع هرنانديز في الرياضيات عندما كان تلميذا في ثانوية بوسطن الشرقية ثم درس تصفيف الشعر والماكياج في بليين والتي تعتبر اليوم جزءا في إمبراطورية الجمال حيث تخرج منها عام 1994 حاملا شهادة التجميل. بين عام 1996 و 1998 التحق هرنانديز بمدرسة تصميم الأزياء في Newbury Streets ببوسطن [5] وفي عام 2000 أكمل هرنانديز فصلا دراسيا في باريس كجزء من برنامج الدراسة عن بعد لمعهد التكنولوجيا والأزياء.

## مهنة تصميم الأزياء
ظهرت مجموعة أزياء هرنانديز لربيع وصيف 1998 في الاحتفال المئوي «تركيز على الأزياء» في جامعة Northeastern. إضافة إلى عرض تصاميمه، فقد كان مديرا فنيا لهذا الحدث من 1997 إلى 1999. يتميز عمله «... بألوان أرجوانية، أنسجة عميقة وزوايا مثيرة. المصمم، متعدد المواهب، يعتبر أيضا مزين الشعر وفنان ماكياج وقد عرف بتركيزه على ابتكار الصورة الكاملة للمرأة المعاصرة.» [6]
قدم هرناندييز أول منتج له في شهر جويلية عام 1998 وهو عبارة عن كريم للشعر ثم قام بعدها بإطلاق العديد من منتجات العناية بالشعر والماكياج. في عام 2002، أسس استوديوهات DH وشركة DH وهي صالون / بوتيك و«مركز الصور» والواقعة في"newbury street" ببفرلي هيلز كاليفورنيا. شارك هرنانديز كمصمم في أسبوع الموضة ببوسطن خلال الستين سنة الماضية.
«ثنائي الجنس» كان موضوع مجموعة هرنانديز 2010_2011 المقدمة في سبتمبر 2009 خلال أسبوع الموضة ببوسطن وقد وصف الأزياء على أنها «خليط بين الخصائص الذكرية والأنثوية في مجموعة واحدة مستوحاة من القوة، الحرية والجودة، سامحا من المرأة بالتحكم والقيادة». عنون هرنانديز مجموعة 2010-2011 بـ «تحت البناء» فن إعادة إحياء الذات والاستغناء عن الجنون للحفاظ على الاستمرار.
أطلقت ألكسندرا كافالو في مجلة "Stuff " على تصاميمه اسم: «ألبسة رياضية حضارية يمكن لبسها من فوق أو من تحت حسب الرغبة تتميز بخطوط أنيقة مع إمكانية جعلها جريئة عند الرغبة... النماذج الذكرية مزودة بأنواع متعددة من القمصان وسراويل الجينز وهي جد متقنة مما جعلني أتساءل فيما إذا كانت مواهب هرنانديز تكمن في الألبسة الرياضية الرجالية...» [7]
«شذوذ»، مجموعة DH لسنة 2011-2012، ابتدأت في 27 سبتمبر 2011 بفينيو في بوسطن. مستوحى من السريالي الإسباني المشهود ميرو خلال رحلة مؤخرة له إلى لندن أنتج وصمم هرنانديز منجزاته الخاصة لإبداعاته. المجموعة الجديدة تشتمل على المنسوجات، الريش، الجلود والمطاط وهي مناسبة لارتدائها في النهار أو في المساء. كما عرض أيضا سلسلته البارزة من القمصان، والتي تباع في محلات مختارة.
أنطونيو ماريستيلا، [8] من نجوم المجلة الرقمية «السماء للإنتاج»، بعد اضطلاعه على سرد العرض الأول «شذوذ»، قال: «قبل دقائق من العرض، جمع دانيال عارضيه بطريقة منسجمة متماسكي الأيدي بدعم وامتنان وتقدير لجعل مجموعة شذوذ لإستيديوهات DH من بين أفضل عروض المجموعات في بوسطن.»

## مهنته كمربي
يدعّم هرنانديز مركز بوسطن لتربية البالغين حيث كان معلما لهم مند عام 1999. حيث كان يدرس لهم المواد الأتية: «الوجه الحديث: ماكياج اليوم» «دليل المطُّلعين على الأمور الداخلية في صناعة النمذجة» و«اختيار المظهر الأنسب لشعرك».
في شهر جانفي عام 2011 يقترب هرنانديز من تقديم حلقة تدريسية في جامعة هارفارد تحت اسم «تطبيقات الماكياج 101» خلال هذا الفصل (فيفري 2011) أظهر لخريجي هارفارد المستقبلبين الطريق لتكملة أدمغتهم، الجمال الداخلي والثقة على حدّ سواء من خلال تطبيق الماكياج بمهارة قصد خلق مظهر أكثر مهني عند دخولهم للعمل؛ ونزولا عند رغبة طالب، أجرى هرنانديز حلقة دراسية أخرى من هذا القبيل في 28 أبريل 2011.

## وصلات خارجية
- [ http://www.dhstudios.com/ ]
- www.bostonfashionweek.com
- www.bcae.org